# 金藤理絵
金藤 理絵（かねとう りえ、1988年9月8日 - ）は、日本の元競泳選手。2016年リオデジャネイロオリンピック200m平泳ぎ金メダリスト。広島県庄原市山内町出身。平泳ぎを専門種目としており、特に200mを得意としている。2018年3月に現役引退。血液型はA型。

## 経歴・人物
- 庄原市立山内小学校～庄原市立庄原中学校～広島県立三次高等学校～東海大学体育学部を経て、2013年東海大学大学院体育学研究科修士課程修了[1][6][7]。三次高校時代はインターハイで優勝するなど、早くから注目されていた[4]。
- 2008年4月20日、日本選手権水泳競技大会競泳女子200m平泳ぎで、大学の先輩である田村菜々香を抑えて2位に食い込み、派遣標準タイムを突破して北京五輪代表選手に選出された。
- 2009年4月16日、日本選手権水泳競技大会で日本記録を更新し[8]、7月9日、ユニバーシアードでさらに更新した[9]。9月6日、日本学生選手権水泳競技大会で200m平泳ぎの日本新記録を更新。
- 2011年に岐阜県に移住[10]。4月、フットマーク株式会社のJaked Elite Teamの所属選手として契約締結。
- 2016年8月11日（現地時間）、リオデジャネイロオリンピック女子200m平泳ぎで、この種目としてはバルセロナオリンピックの岩崎恭子以来、24年振りの金メダルを獲得した[11]。金メダル獲得の翌日に現地で行われた記者会見で、2020年の東京五輪について「競技者として携わることは考えられない気持ちです」と出場を目指さない意向を明らかにした[12]。8月27日にフランスのシャルトルで開催された短水路で争われる競泳ワールドカップ第1戦女子200m平泳ぎで優勝を果たした[13]。10月15日に地元・庄原市で祝賀パレード、および、庄原市民会館大ホールで金メダル報告会と庄原市民栄誉賞授与式(史上7人目)が行われた[14]。10月26日、短水路ワールドカップ兼日本選手権の女子200m平泳ぎで優勝[15]。11月に紫綬褒章を受章[16]。同月20日、広島県民栄誉賞を受賞（史上10人目）[17]）。VOGUE JAPAN Women of the Year 2016を受賞[18]。
- 2018年3月16日に岐阜県内で引退会見を行い[19]、2017年に東海大学水泳部の先輩と結婚したと報告。2014年からぎふ瑞穂スポーツガーデンに所属[10]。
- 2019年4月1日から芸能事務所「アミューズ」と所属していたことが明らかになった[20]。10月に「金藤杯」を制定[21]。11月22日に第1子となる女児を長野県の病院で出産[22]。

## 主な出場大会
- 2006年：全国高等学校総合体育大会 （女子200m平泳ぎ1位）
- 2007年：日本選手権水泳競技大会（女子200m平泳ぎ3位）
- 2008年：日本選手権水泳競技大会（女子200m平泳ぎ2位）五輪出場権獲得
- 2008年：北京オリンピック（女子200m平泳ぎ7位）
- 2009年：日本選手権水泳競技大会（女子200m平泳ぎ1位）日本記録
- 2009年：ユニバーシアード（女子200m平泳ぎ1位）日本記録
- 2009年：世界水泳選手権（女子200m平泳ぎ5位）
- 2009年：日本学生選手権水泳競技大会（女子200m平泳ぎ1位）日本記録
- 2010年：日本選手権水泳競技大会（女子200m平泳ぎ2位）
- 2010年：日本学生選手権水泳競技大会（200m平泳ぎ1位）
- 2010年：パンパシフィック選手権（女子200m平泳ぎ7位）
- 2010年：アジア大会（女子200m平泳ぎ4位）
- 2011年：日本選手権水泳競技大会（女子200m平泳ぎ2位）
- 2011年：世界水泳選手権（女子200m平泳ぎ5位）
- 2012年：日本選手権水泳競技大会（女子200m平泳ぎ3位）
- 2013年：日本選手権水泳競技大会（女子200m平泳ぎ1位）
- 2013年：世界水泳選手権（女子200m平泳ぎ4位）
- 2014年：日本選手権水泳競技大会（女子200m平泳ぎ2位）
- 2014年：パンパシフィック選手権（女子200m平泳ぎ2位）
- 2014年：アジア大会（女子200m平泳ぎ2位）
- 2015年：日本選手権水泳競技大会（女子200m平泳ぎ2位）
- 2015年：世界水泳選手権（女子200m平泳ぎ6位）
- 2016年：日本選手権水泳競技大会（女子200m平泳ぎ1位）日本記録
- 2016年：リオデジャネイロオリンピック（女子200m平泳ぎ1位）

## 自己ベスト
| 泳法   | 距離 | 水路   | 記録      | 樹立日        | 大会名                   | 備考     |
| ------ | ---- | ------ | --------- | ------------- | ------------------------ | -------- |
| 平泳ぎ | 200m | 長水路 | 2分19秒65 | 2016年4月9日  | 日本選手権水泳競技大会   | 日本記録 |
| 平泳ぎ | 200m | 短水路 | 2分15秒76 | 2016年10月9日 | ワールドカップドーハ大会 | 日本記録 |